# خاکستر زننده
خاکستر زننده (نام علمی: Ptelea trifoliata) نام یک گونه از تیره سدابیان است.